# 二氧化碳
二氧化碳（分子式：CO
2）是空氣中常見的化合物，由两个氧原子与一个碳原子通过极性共价键连接而成。空氣中有微量的二氧化碳，約佔0.04％。二氧化碳略溶於水中，可以与水反应形成碳酸，碳酸是一種弱酸。
在二氧化碳分子中，碳原子的成键方式是sp混成軌域与氧原子成键。碳原子的两个sp混成軌域分别与两个氧原子生成两个σ键。碳原子上两个没有参加杂化（混成）的p轨道与成键的sp混成軌域成90°的直角，并同氧原子的p轨道分别发生重叠，故缩短了碳氧键的间距。
二氧化碳平均约占大气体积的400ppm，不過每年因為人為的排放增加，比率還在逐步上升。2019年5月大氣二氧化碳月均濃度超過415ppm，為過去80萬年來最高。大气中的二氧化碳含量随季节变化，这主要是由于植物生长的季节性变化而导致的。当春夏季来临时，植物由于更多的光合作用消耗二氧化碳，其含量便随之减少；反之，當秋冬季來臨時，植物不但光合作用效率降低，反而更多地制造二氧化碳，其含量便隨之上升。
二氧化碳在常溫常壓下為無色、無味、不助燃、不可燃的氣體。二氧化碳是溫室氣體的一種。

## 物理與化學性質
二氧化碳略溶於水，少部份二氧化碳會和水反應，產生碳酸，溶解比例大约为1：1（体积比）。
{\displaystyle {\rm {CO_{2}+H_{2}O\rightarrow H_{2}CO_{3}}}}

二氧化碳略微溶於醇。

二氧化碳的相图

二氧化碳是無色的。在低濃度時，二氧化碳氣體是無味的，但在較高濃度時會有酸性氣味，它可造成窒息和刺激。當吸入濃度比大氣層平常濃度高很多的二氧化碳時，它可以產生一種酸的味道讓鼻子和喉嚨產生刺痛感，氣體溶解在黏膜和唾液中，產生了碳酸。這種感覺像喝下碳酸飲料。在標準的溫度和壓力下，二氧化碳的密度大約是1.98 kg/m3，是空氣的1.5倍。二氧化碳用兩個氧原子與一個碳原子以雙鍵組成。-78.51 °C或-109.3 °F時，二氧化碳會凝華，固態二氧化碳俗稱“乾冰”，是十分普遍的，一般用作冷凍，於1825年由法國化學家阿德里安-让-皮埃尔·蒂洛勒尔首次發現。另一種形式的固態二氧化碳是非晶玻璃般的形式，稱為卡博尼亞（carboni），二氧化碳可以存在於一個玻璃態，類似於矽（石英玻璃）和鍺。但是卡博尼亞玻璃不穩定，如果恢復正常壓力就會變回原狀。
二氧化碳通常是由燃燒有機化合物、細胞的呼吸作用、微生物的發酵作用等所產生，植物在有陽光的情況下吸取二氧化碳，在其葉綠体內進行光合作用，產生碳水化合物和氧氣，氧氣可供其他生物進行呼吸作用，這種循環稱為碳循環（carbon cycle）。二氧化碳是溫室氣體之一，它允许可见光自由通过，但会吸收红外线与紫外线，这可以把來自太陽的熱能鎖起來，不讓其流失，如果大氣中的二氧化碳含量過多，熱量更難流失，地球的平均氣溫也會隨之上升，這種情況稱為溫室效應。二氧化碳的固體狀態是乾冰。乾冰在室溫下會直接昇華為氣體。二氧化碳需加壓到5.1倍大氣壓力才會以液態存在。
CO2的有关超临界物性参数：
- 临界温度：Tc = 304.2K
- 临界压力：Pc = 7.38MP
- 临界体积：Vc = 94cm3/mol
- 临界密度：ρc = 0.468g/cm3
- 压缩因子：Z = 0.274

## 化學反應
二氧化碳是一種酸性氣體，因此可以跟鹼反應。例如二氧化碳跟氫氧化鈉反應：
{\displaystyle {\rm {2NaOH+CO_{2}\rightarrow Na_{2}CO_{3}+H_{2}O}}}
當二氧化碳過量，則會轉化為碳酸氫鈉：
{\displaystyle {\rm {Na_{2}CO_{3}+CO_{2}+H_{2}O\rightarrow 2NaHCO_{3}}}}
亦會跟氫氧化鈣（石灰水）反應，生成碳酸鈣沉澱：
{\displaystyle {\ce {Ca(OH)2 + CO2 ->CaCO3 v + H2O}}}
如果通入過量二氧化碳，沉澱會重新溶解，因爲碳酸鈣會轉化為可溶的碳酸氫鈣。

### 有機反應
二氧化碳可以跟格氏試劑反應，生成比原本試劑多一個碳的羧酸鹽。該羧酸鹽經過酸處理後可得到羧酸，是一個很重要的有機反應。

## 歷史
在17世紀，法蘭德斯化學家海尔蒙特發現在密封容器內燃燒木炭，剩下的氣體的密度比原來的氣體更高。 
1750年代，蘇格蘭物理學家约瑟夫·布莱克又對二氧化碳有更進一步的研究：石灰石加熱或加入酸後會產生一種它稱為「固定空氣」的氣體。
液化二氧化碳首次（在高溫壓力）在1823年製成。最早描述固體二氧化碳是由蒂洛勒尔（Thilorier）在1834年開設了壓力容器的液體二氧化碳，才發現，冷卻所產生的快速蒸發的液體產生了“雪”，即固體二氧化碳。

## 製備與檢驗

### 製備
在實驗室中通常以碳酸鹽加酸製備二氧化碳，例如以碳酸鈣（一般使用大理石或石灰石，因為純碳酸鈣與鹽酸反應太過劇烈，不便於收集）與稀鹽酸（避免鹽酸中的HCl揮發出來影響CO2的純度）反應，並以向上排空氣法（或排饱和碳酸氢钠溶液等）收集：
{\displaystyle {\rm {CaCO_{3}+2HCl\rightarrow CaCl_{2}+CO_{2}\uparrow +H_{2}O}}}
在工業上是以高溫加熱灰石（主要成分為碳酸鈣）分解產生二氧化碳：（1atm，攝氏700度以上）
{\displaystyle {\rm {CaCO_{3}\rightarrow CaO+CO_{2}\uparrow }}}
也可以用酸（例如醋酸）和碳酸氫鈉（小蘇打）反應產生二氧化碳：
{\displaystyle {\rm {CH_{3}COOH+NaHCO_{3}\rightarrow CH_{3}COONa+H_{2}O+CO_{2}\uparrow }}}

### 檢驗
將二氧化碳通入澄清的石灰水，會產生白色的碳酸鈣沉澱，使石灰水變浑浊：
{\displaystyle {\rm {Ca(OH)_{2}+CO_{2}\rightarrow CaCO_{3}\downarrow +H_{2}O}}}
如先加热水并收集产生的气体，然后用澄清的石灰水检验，这样效果更好。其他气体（如二氧化硫）也会使澄清石灰水变浑浊，从而干扰检测。但二氧化硫气体有刺激性气味，而二氧化碳气体则不具有气味，籍此可通过物理方法鉴别二氧化硫与二氧化碳气体。二氧化碳水溶液呈弱酸性，能够讓紅色的酚酞试液變成無色。

## 用途
- 二氧化碳可注入飲料中，增加壓力，使飲料中帶有氣泡，增加飲用時的口感，像汽水、啤酒均為此類的例子。
- 固態的二氧化碳（或乾冰）在常溫下會昇華，吸收大量的熱，因此可用在急速的食品冷凍。
- 二氧化碳的重量比空氣重，不助燃，因此許多滅火器都透過產生二氧化碳，利用其特性滅火。而二氧化碳滅火器是直接用液化的二氧化碳滅火，除上述特性外，更有滅火後不會留下固體殘留物的優點。
- 二氧化碳也可用作焊接用的保護氣體，其保護效果不如其他惰性氣體（如氬），但價格相對便宜許多。
- 二氧化碳是一種重要的工業雷射來源。
- 二氧化碳是植物光合作用的主要碳源，可以用作植物溫室的氣體肥料和水草缸水族箱的肥料。
- 二氧化碳可用于人工合成淀粉。[3]
- 二氧化碳可用來釀酒，二氧化碳氣體創造一個缺氧的環境，有助於防止細菌在葡萄生長。
- 二氧化碳可控制pH值，游泳池加入二氧化碳以控制pH值，加入二氧化碳從而保持pH值不上升。
- 二氧化碳可用於製鹼工業和製糖工業。
- 二氧化碳可用於塑料行業的發泡劑。
- 二氧化碳可用於殺菌、滅菌，填充於密封罐用以保存食物。
- 二氧化碳可用於動力能源：輪胎（汽車重機車自行車）充氣;BB彈空氣槍拋繩槍;穿線器（管子樂）。
- 超臨界二氧化碳可用於咖啡因等物質的萃取。
- 乾冰可以用於人造雨、舞台的煙霧效果、食品行業、美食的特殊效果等。
- 乾冰可以用於清理核工業設備及印刷工業的版輥等。
- 乾冰可以用於汽車、輪船、航空、太空與電子工業。

## 大氣層
截至2019年5月，地球大氣層中的二氧化碳濃度曾一度超過415 ppm（百萬分之415或0.0415%）。2000至2009年間的濃度增長率為每年2.0 ppm，且逐年加速。目前的濃度比工業化之前的280 ppm濃度高得多，而人為因素是導致二氧化碳濃度急劇上升的主要原因。釋放出的二氧化碳中，57%進入大氣層，其餘的則進入海洋，造成海洋酸化。
多達四成的地面二氧化碳排放是由於火山爆發。據估計，每年火山爆發釋放約130-230萬公噸（145-255萬噸）二氧化碳到大氣中。溫泉等也產生大量二氧化碳。人類排放的二氧化碳超過火山爆發排放量130倍以上：2018年全球排放量為365.7億公噸。

## 安全性
因為二氧化碳比空氣重，所以在低漥處的濃度較高。以人工鑿井或挖孔樁時，若通風不良則會造成井底的人員窒息。CO
2的正常含量是0.04%，當CO
2的濃度達1%會使人感到氣悶、頭昏、心悸，達到4%~5%時人會感到氣喘、頭痛、眩暈，而達到10%的時候，會使人體機能嚴重混亂，使人喪失知覺、神志不清、呼吸停止而死亡。應避免之物質：
- 各種金屬粉塵（例如鎂、鋯、鈦、鋁、錳）：當懸浮在二氧化碳中易點燃而爆炸。[10]
- 水：會形成碳酸。

### 二氧化碳中毒[註 2]
二氧化碳中毒是人吸入高濃度的二氧化碳所出現的昏迷及腦缺氧情況，一般大氣中二氧化碳含量超過1%時，人即有輕度中毒反應；當超過3%時，開始出現呼吸困難；超過6%時，就會深度中毒甚至死亡。
即使是低于1%的二氧化碳浓度也对人有影响。美国规定工作场所二氧化碳浓度的八小时平均不可以超过0.5%（5000 ppm）。在这个浓度下，国际空间站的人员出现了头痛、嗜睡、迟钝，易怒、睡眠中断的症状。动物实验表明，连续八周暴露在这种条件下会导致骨密度下降和肾脏钙化。还有研究表明，即使是0.1%（1000 ppm）的浓度，暴露2.5小时即可显著降低认知能力，可能和二氧化碳增加脑血流有关。在办公室白领中的研究表明，和500 ppm的情况相比，二氧化碳浓度1000 ppm时白领的活动量和信息使用能力都有降低。

### 徵狀
中毒主要徵狀有：頭痛、頭愫暈、耳鳴、氣急、胸悶、乏力、心跳加快，面頰發紺、煩躁、譫妄、呼吸困難，如情況持續，就會出現嗜睡、淡漠、昏迷、反射消失、瞳孔散大、大小便失禁、血壓下降甚至死亡。

### 搶救
- 打開門窗、通風孔，搶救者才可進入。將病人救出後，在空氣新鮮處進行人工呼吸，心臟按摩，吸氧（避免高壓、高流量、高濃度給氧，以免呼吸中樞更為抑制），開始1～2L／分，隨病人呼吸好轉逐漸增大給氧量（4--5L/分），以至採用高壓氧治療。（最好是純氧）

- 吸入興奮劑：多種興奮劑交替、聯合使用，如洛貝林、山梗菜鹼等。

- 防止腦和肺水腫：應用脫水劑、激素，限制液量和速度，吸入鈉的份量亦應限制。

- 對症治療：給予多種維生素、細胞色素C、能量合劑、高滲糖，以防感染。

- 搶救同時要留意有沒有其他有毒氣體存在，如一氧化碳(CO)等。